# Risetenpass
Risetenpass är ett bergspass i Schweiz.   Det ligger i kantonen Sankt Gallen, i den östra delen av landet, 140 km öster om huvudstaden Bern. Risetenpass ligger 2 173 meter över havet.
Terrängen runt Risetenpass är bergig söderut, men norrut är den kuperad.
Trakten runt Risetenpass består i huvudsak av gräsmarker. Runt Risetenpass är det ganska glesbefolkat, med 38 invånare per kvadratkilometer.